# Bibasis vasutana
Bibasis vasutana là một loài bướm ngày thuộc họ Bướm nhảy được tìm thấy ở châu Á.